# Wilhelm Kühne
Wilhelm Friedrich Kühne (28 mars 1837-10 juin 1900) est un physiologiste allemand. Né à Hambourg, il est surtout connu aujourd'hui pour avoir inventé le mot enzyme en 1878 ,.

## Biographie
Kühne est né à Hambourg le 28 mars 1837. Après avoir fréquenté le Gymnasium de Lunebourg, il se rend à l'Université de Göttingen, où il suit les cours en chimie de Friedrich Wöhler et en physiologie de Rudolf Wagner. Diplômé en 1856, il étudie auprès de divers physiologistes célèbres, dont Emil du Bois-Reymond à Berlin, Claude Bernard à Paris, et Carl Ludwig et Ernst Wilhelm von Brücke à Vienne.
A la fin de 1863, il est chargé du département de chimie du laboratoire pathologique de Berlin, sous Rudolf Virchow ; en 1868, il est nommé professeur de physiologie à Amsterdam et en 1871, il est choisi pour succéder à Hermann von Helmholtz au même titre à Heidelberg, où il meurt le 10 juin 1900.

## Œuvres
Le travail original de Kühne se divise en deux groupes principaux, la physiologie du muscle et du Nerf, qui occupent les premières années de sa carrière. En 1864, Kühne extrait une protéine visqueuse du muscle squelettique qu'il tient pour responsable du maintien de l'état de tension dans le muscle. Il appelle cette protéine myosine,. Il commence à étudier la chimie de la digestion à Berlin avec Virchow. En 1876, il découvre la trypsine, une enzyme digérant les protéines.
Il est également connu pour ses recherches sur la vision et les changements chimiques se produisant dans la rétine sous l'influence de la lumière. A l'aide du « violet visuel » (ou rhodopsine), décrit par Franz Christian Boll en 1876, il tente de jeter les bases d'une théorie photochimique de la vision, mais s'il peut établir son importance en rapport avec la vision en lumière de faible intensité, son absence de la zone rétinienne de la vision la plus distincte nuit à l'exhaustivité de la théorie et empêche son acceptation générale. Kühne est également le pionnier du processus d'optographie, la génération d'une image à partir de la rétine d'un lapin en appliquant un processus chimique pour fixer l'état de la rhodopsine dans l'œil. Plus tard, Kühne tente sa technique sur l'œil d'un meurtrier condamné de Bruchsal, en Allemagne, avec des résultats non concluants,.
Il est élu membre de l'Académie royale des sciences de Suède en 1898.